# Black Warrior Jr.
Ramsés López, mer känd som Black Warrior Jr., eller bara Warrior Jr., född 1 juni 1997, död 17 mars 2022 i Benito Juárez, Mexico City, var en mexikansk fribrottare.

## Biografi
Warrior Jr. debuterade den 15 maj 2017 och presenterades av sin far, Black Warrior. Black Warrior var ett av de största namnen inom lucha libre på 2000-talet och är framför allt känd för en mask mot mask-match från 2006 där han besegrades av Místico.
Han brottades i några år på den oberoende scenen, bland annat i Grupo Internacional Revolución (IWRG). Han tränade i Consejo Mundial de Lucha Libre (CMLL) under Volador Jr. och Último Guerrero.
Black Warrior Jr. avled 2022 efter över sju månaders sängliggande på grund av en nackskada han ådragit sig under ett träningspass den 11 augusti 2021, då han bröt flera kotor. Hans hustru förklarade att han kommit hem sent (till Mexico City) från en match i Guadalajara föregående dag och varit entusiastisk över att snart debutera i CMLL i en grupp vid namnet Los Depredadores som bestod av Volador Jr.-studenter.